# Hundra år av tillväxt
Hundra år av tillväxt är en bok skriven av Per T. Ohlsson och utgiven 1994 av Brombergs bokförlag.
Titeln syftar på tiden mellan år 1870 och 1970, då Sverige kraftigt ökade sin ekonomiska tillväxt och gick från ett av Europas fattigaste länder till ett av de rikaste i världen. Det som Ohlsson anser lade grunden för denna snabba utveckling var liberala reformer som genomdrevs av politiker som Johan August Gripenstedt, Sveriges finansminister 1856-1866, då bland annat frihandel och näringsfrihet infördes.